# Barolo (vino)

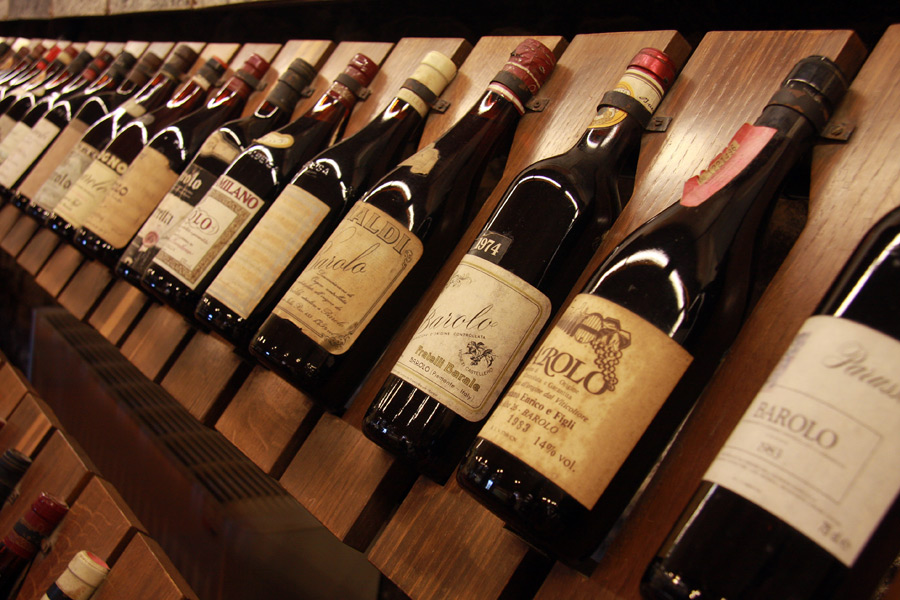
Botellas de Barolo expuestas en la Enoteca Regional del Barolo, en Barolo.

El barolo es un vino tinto del norte de Italia con Denominazione di origine controllata e garantita (DOCG), producido en la provincia de Cúneo al sudoeste de Alba, dentro de la región del Piamonte. Se obtiene de la fermentación de uvas Nebbiolo en sus variedades Lampia, Michet o Rosé, y es a menudo descrito como uno de los grandes vinos de ese país. Toma su nombre de la noble familia Falletti, marqueses de Barolo, que iniciaron su producción en sus viñedos.
Madura a fin de septiembre, su graduación alcohólica es de alrededor de 14-16 grados (con un mínimo de 12.5%) y el tiempo mínimo de añejamiento de 3 años, de los cuales dos años deben ser en toneles de roble o castaño. Se elabora en las localidades de Barolo, Castiglione Falletto, Serralunga d'Alba y parte de las de Cherasco, Diano d'Alba, Grinzane Cavour, La Morra (Italia), Monforte d'Alba, Novello, Roddi, Verduno, todas en la provincia de Cuneo. Sólo los viñedos de colinas con pendientes y orientaciones apropiadas son considerados aptos para su producción, y los terrenos deben ser primordialmente arcillosos-calcáreos.
En el pasado los barolos solían ser muy ricos en taninos. Podían necesitarse más de 10 años para que el vino se suavizara y quedara listo para beber. La fermentación del vino se obtiene de las pieles de la uva durante al menos tres semanas, extrayendo grandes cantidades de taninos y luego es criado en grandes barricas de madera durante años. Con el fin de apuntar a los gustos internacionales actuales, que prefieren sabores y aromas más afrutados, después de esperas abreviadas y más fáciles de beber, varios productores comenzaron a reducir los tiempos de fermentación a un máximo de diez días y a criar el vino en barricas nuevas de roble francés. Los "tradicionalistas" han argumentado que los vinos producidos de esta manera no son reconocibles como barolo y saben más a roble nuevo que a vino. La controversia entre los tradicionalistas y los modernistas ha sido llamada la «guerra del barolo».

## Denominación de origen
El Barolo fue declarado vino DOC (Denominazione di Origine Controllata) el 23 de abril de 1966. Posteriormente, el 1 de julio de 1980, se le otorgó el reconocimiento como DOCG (Denominazione di origine controllata e garantita). A nivel internacional, cuenta con registro como denominación de origen, conforme al Sistema de Lisboa, ante la Organización Mundial de la Propiedad Intelectual, desde el 16 de junio de 2009.

## Producción
Provincia, temporada, volumen en hectolitros
Cuneo (1990/91) 49354,82 
Cuneo (1991/92) 55222,0 
Cuneo (1992/93) 52860,0 
Cuneo (1993/94) 51757,0 
Cuneo (1994/95) 53836,06 
Cuneo (1995/96) 37709,0 
Cuneo (1996/97) 50014,24 